# 侯镜如
侯镜如（1902年10月17日—1994年10月25日），号心朗，生於清朝河南省永城县，中国军事人物，中华人民共和国政治人物，原副国级领导人。參與國民革命軍北伐以及對日抗戰，曾為中華民國陸軍中將。身為中國共產黨黨員，長期潛伏在中華民國國軍，為中共從事地下情報工作。在中華人民共和國建國後，曾任全国政协副主席。

## 生平

### 早年经历
1902年10月17日出生。1923年，毕业于河南省留学欧美预备学校英文科。1924年郑州大学理科肄业。
1924年5月考入黄埔军校，成为第一期学员，并加入中国国民党。1925年10月，国民革命军第二次东征期间，经周恩来介绍，加入中国共产党。
1926年7月，参加北伐，任國民革命軍第一軍第十四师团参谋长，后任第十七军第三师党代表兼政治部主任。因入党时间不长，成为少數没有暴露中国共产党党员身份者，長期潛伏在中華民國國軍之中，為中國共產黨從事地下情報工作。。
1927年2月，遵照中共中央指示，离开北伐军赴上海，参与组织指挥上海工人第三次武装起义。后任武汉国民政府武汉三镇保安总队长。
七一五事变后，离开武汉到贺龙的第二十军任教导团团长，并参加南昌起义。
1931年奉命至上海工作，因顾顺章叛变，形势恶化，他与中共中央失去联系，回到家乡永城县。

### 抗战时期
1933年，因黄埔一期同学袁守谦推荐，担任吉鸿昌领导的第二十二路军第三十军第三十师任政治部主任，后任第三十军第三十师参谋长、第三十师第八十九旅旅长。1935年4月，国民政府授予侯镜如陆军少将军衔，担任国民革命军第三十军第三十师参谋长，后又调任第三十师第八十九旅旅长。
1937年抗日战争爆发，因其在忻口战役的出色表现，升任为国民革命军第九十一军参谋长。1938年初，调任国民革命军第九十二军第二十一师师长，先后参加台儿庄会战、武汉会战、枣宜会战等战役。1943年，升任国民革命军第九十二军军长，领中将军衔，并率部参加了湘西会战。

### 内战时期
抗日战争后，兼任北平警备司令。擔任北平警備司令期間，在會見中國共產黨代表周恩來後，周恩來派陈赓與他密談，經過安子文連絡，侯鏡如決定再次倒向中共，擔任中國共產黨的秘密連絡人。
1948年升任第十七兵团司令官。在第二次国共内战辽沈战役期，10月，锦州战役守军告急，蒋介石电令第十七兵团司令侯镜如指挥所辖的4个军驰援锦州。行动开始前的8月，时任中共中央工作委员会秘书长的安子文即通过侯镜如的外甥李介人与他取得联系。此时，侯鏡如宣称援救锦州打进去也出不来，故意放慢动作，推迟11天才率领部队达到，导致国军未能攻陷塔山，在锦州战役中惨败。
在辽沈战役後，侯鏡如率部後撤至天津，任天津塘沽防守司令。在平津戰役後，再度後撤至上海，任長江防務預備兵團司令，後轉任福州綏靖公署副主任（主任朱紹良）兼華東軍官團總團長。1949年8月，率部投共。他本人離開福州，赴英屬香港。

### 中華人民共和国时期
以其母親需要照顧為由，1949年10月，侯镜如到達英屬香港，住在其子侯伯文家中，滞留香港。在香港期間，負責與台灣方面的國民黨將軍接觸，取得台灣情報，從事統戰，將情報匯報給中共中央。1952年7月，經周恩來同意，返回中国大陆，担任中央人民政府政务院参事。1955年5月，侯镜如加入了中国国民党革命委员会。1960年8月，补选为民革中央常务委员。
1981年，在民革五届二中全会上，被选为中央副主席。1988年2月被选为黄埔军校同学会会长，9月被选为中国和平统一促进会会长。1989年3月增选为全国政协副主席。1992年的民革第八届全国代表大会上，被选为中央名誉主席。

## 家庭
1927年，侯镜如与李嵩芸结婚。李嵩芸是湖南人，1909年出生，2009年逝世。李嵩芸生有四子三女。儿子中，侯伯宇是理论物理学家，侯伯文是企业家、全国政协香港地区委员、侯镜如助学基金会会长。